# 高校生国際美術展
高校生国際美術展（こうこうせいこくさいびじゅつてん、International High School Arts Festival）は、世界芸術文化振興協会が主催する、高校生を対象とした書道と美術の公募展。通称は「こうこうび」。

## 概要
世界芸術文化振興協会（高校生国際美術展実行委員会）が主催し、高校生を対象とした豊かな才能の育成と国際親睦、国際交流を深めることを目的とする公募展。毎年6月〜8月頃に開催される。
審査対象は、書の部（漢字、かな、漢字かな交じり、篆刻）と美術の部（平面作品、立体作品）がある。いずれの部門も出品料無料。書の部では入賞者は主催団体負担で表装（軸装）を行う。入賞作品は、主催団体が返送料を負担し、作品が返却される。
美術展では12〜14ヶ国程度の日本以外の国の高校生の優秀作品も同時に展示される。また、日本以外から出品する日本国外の高校生の訪日もあり、表彰式の前後には、上位入賞者の日本人と日本以外の国の受賞者を招いて一日箱根懇親旅行が催されるなど、高校生同士の国際交流も図っている。
審査においては学校名や個人名をふせ、作品のみの審査が行われている。審査基準は「あまり完成度が高くなくても、キラリと光る個性・感性を感じる作品」に賞を出しているという。実行委員長の半田は、「この展覧会を通して、日本の芸術レベルを上げていってほしい」「高校生は大人の始まりであり、この年齢からキラリと光る才能が開花するものであり、その才能を勇気づけ、自信を持ってもらうためである」などと述べている。
2012年第13回美術展では、廃校が決定し本美術展への最後の挑戦となる青森県立青森戸山高等学校美術科から3名が受賞し、話題となった。毎年、開会式や表彰式では、文化庁、外務省、東京都、メディア、各国大使館等からの出席がある。

## 歴史
- 2000年 「全国高校生美術祭」という名称で、第1回美術展が開催[1]。毎年、日本とオーストラリアの高校生の入賞作品の展示を行う。
- 2006年 「高校生国際美術展」と改称し[1]、日本とオーストラリア以外の国の優秀作品の同時展示も開始し、各国の受賞者が表彰式や懇親会のために訪日。
- 2013年 内閣総理大臣賞が新設される。
- 2014年 全国書道高等学校協議会賞、全国高等学校美術工芸教育研究会賞が新設される。

## 高校生国際美術展実行委員会
会長
1. 有馬朗人（第1回）
2. 荒川明照（東京藝術大学名誉教授）（第2回 - 現在）

実行委員長
- 半田晴久

顧問
- 上田稔

## 開催リスト
| 回数   | 年     | 日時           | 展示場               | 最優秀校賞 （美術の部）          | 最優秀校賞 （書道の部）  | 表彰式・懇親会会場         | 応募総数 （展示数） | 主な来賓                                                     | 参加国（日本以外） |
| ------ | ------ | -------------- | -------------------- | -------------------------------- | ------------------------ | -------------------------- | ------------------- | ------------------------------------------------------------ | --- |
| 第1回  | 2000年 | 7月25日-31日   | オーストラリア大使館 |                                  |                          | オーストラリア大使館       |                     |                                                              | オーストラリア |
| 第2回  | 2001年 | 7月14日-30日   | オーストラリア大使館 |                                  |                          | オーストラリア大使館       | （約130点）         |                                                              | オーストラリア |
| 第3回  | 2002年 | 7月24日-28日   | 東京国際フォーラム   |                                  |                          | 東京国際フォーラム         | （約140点）         |                                                              | オーストラリア |
| 第4回  | 2003年 | 7月30日-8月3日 | 東京国際フォーラム   |                                  |                          | 東京国際フォーラム         | 約4,000点 （320点） |                                                              | オーストラリア |
| 第5回  | 2004年 | 8月3日-6日     | 東京国際フォーラム   |                                  |                          | 東京国際フォーラム         |                     | 栗本慎一郎、栗林義信                                         | オーストラリア |
| 第6回  | 2005年 | 7月26日-29日   | 日中友好会館         |                                  |                          | 日中友好会館               |                     | 栗本慎一郎、栗林義信                                         | エジプト、カンボジア |
| 第7回  | 2006年 | 7月26日-30日   | 日中友好会館         |                                  |                          | 日中友好会館               |                     |                                                              | 中国、カンボジア、エジプト |
| 第8回  | 2007年 | 7月29日-8月2日 | 上野の森美術館       |                                  |                          | 上野精養軒                 |                     |                                                              | エジプト、カンボジア、中国 |
| 第9回  | 2008年 | 7月29日-8月2日 | 上野の森美術館       | 横須賀市立横須賀総合高等学校     | 埼玉県立大宮光陵高等学校 | 上野精養軒                 |                     | ジェイスン・ジェイムズ（ブリティッシュ・カウンシル駐日代表） | |
| 第10回 | 2009年 | 7月29日-8月2日 | 上野の森美術館       | 福岡県立八幡中央高等学校         | 埼玉県立大宮光陵高等学校 | 上野精養軒                 |                     | 栗本慎一郎                                                   | |
| 第11回 | 2010年 | 7月29日-8月2日 | 上野の森美術館       | 宮崎日本大学高等学校             | 埼玉県立大宮光陵高等学校 | 上野精養軒                 |                     | 栗本慎一郎                                                   | アイルランド、エジプト、イスラエル、カンボジア、中国 |
| 第12回 | 2011年 | 7月27日-30日   | 上野の森美術館       | 埼玉県立大宮光陵高等学校         | 埼玉県立大宮光陵高等学校 | 上野精養軒                 |                     | 栗本慎一郎                                                   | |
| 第13回 | 2012年 | 6月28日-7月7日 | 国立新美術館         | 福岡県立太宰府高等学校           | 埼玉県立大宮光陵高等学校 | 政策研究大学院大学         | 10186点             | 安倍晋三、下村博文、亀井静香、鳩山邦夫                       | |
| 第14回 | 2013年 | 6月26日-7月7日 | 国立新美術館         | 千葉県立柏の葉高等学校           | 埼玉県立大宮光陵高等学校 | ザ・リッツ・カールトン東京 | 10,812点 （367点）  | 北原照久                                                     | アイルランド、イギリス、イスラエル、インドネシア、エジプト、カンボジア、シンガポール、中国、フィリピン、ベトナム、マレーシア、ミャンマー、ラオス、ロシア                                 |
| 第15回 | 2014年 | 6月25日-7月6日 | 国立新美術館         | 千葉県立幕張総合高等学校         | 埼玉県立大宮光陵高等学校 | ザ・リッツ・カールトン東京 | 11,547点 （394点）  | 亀井静香                                                     | 13ヶ国 |
| 第16回 | 2015年 | 6月24日-7月5日 | 国立新美術館         | 明誠学院高等学校                 | 埼玉県立大宮光陵高等学校 | ザ・リッツ・カールトン東京 | 11528点             |                                                              | 16ヵ国 |
| 第17回 | 2016年 | 6月22日-7月3日 | 国立新美術館         | 高崎市立高崎経済大学附属高等学校 | 奈良県立桜井高等学校     | ザ・リッツ・カールトン東京 | 11856点             |                                                              | 17ヵ国 |
| 第18回 | 2017年 | 8月9日-20日    | 国立新美術館         | 福岡県立太宰府高等学校           | 埼玉県立大宮光陵高等学校 | ザ・リッツ・カールトン東京 | 14936点             |                                                              | ブルネイ、カンボジア、中国、エジプト、ドイツ、インドネシア、アイルランド、イスラエル、ラオス、マレーシア、ミャンマー、ベトナム、ロシア、シンガポール、スペイン、タイ、ベトナム（17ヵ国） |
| 第19回 | 2018年 | 8月9日-19日    | 国立新美術館         |                                  |                          | ザ・リッツ・カールトン東京 | 13598               |                                                              | |

## 各賞
書道と美術で各1、合計で2点が受賞する。
個人賞
チャールズ皇太子賞、内閣総理大臣賞、文部科学大臣賞、外務大臣賞、知事賞（各都道府県の知事）、高校生国際美術展会長賞、高校生国際美術展実行委員長賞、全国書道高等学校協議会賞、全国高等学校美術工芸教育研究会賞、高校生国際美術展実行委員会 名誉会長賞、高校生国際美術展実行委員会 最高顧問賞、世界芸術文化振興協会 会長賞、優秀賞、秀作賞、奨励賞
団体賞
最優秀高賞（1校）、優秀校賞（1校）、学校奨励賞（2校）

## 後援
- 文化庁
- 外務省
- 東京都教育委員会
- 産経新聞社
- 日刊スポーツ新聞社
- 協和協会
- 全国書道高等学校協議会
- 全日本高等学校芸術教育協議会書道部会
- 全国高等学校文化連盟書道専門部
- 全日本高等学校書道教育研究会
- 全国高等学校美術工芸教育研究会

他、参加国大使館など

## テレビ放映
- 「世界へ踏み出せ 〜第11回高校生国際美術展〜[20]」　 BS11 　2011年4月10日（日）20:00〜20:54[21]
- 「サクセス登龍門」：第12回美術展上位入賞者4名がゲスト出演　BS11　2011年8月16日（火）、2011年8月23日（火）23:00〜23:29
- 「アートから学ぶ 〜第12回高校生国際美術展〜[22]」　BS11　2011年9月4日（日）20:00〜20:54
- 「サクセス登龍門」：第13回美術展上位入賞者4名がゲスト出演[23]　BS11　2012年8月14日（火）23:30〜23:59